# KTNソサエティ
KTNソサエティ（ケイ・ティ・エヌ ソサエティ）は、テレビ長崎の関連会社で、制作プロダクション、広告代理店、人材派遣、ビルメンテナンス業を中心に行う複合型企業である。

## 沿革
- 1987年11月、資本金2000万円で設立。
- 1988年に長崎県公安委員会から警備業の認定を受ける。
- 1989年テレビ長崎事業部（イベント）実施業務を受託。同年11月から長崎スカイコールに出資し、モトローラの無線機の長崎県での販売代理店業務を開始。
- 1990年、制作部を設け、テレビ長崎の番組制作部門を受託。
- 1991年、DDIセルラーグループの九州セルラー電話（現・KDDI・au）、およびフジテレビフラワーセンターとの販売代理店契約を結ぶ。
- 2002年10月、一般労働者派遣登録認定。この頃から、テレビ長崎以外の地元マスメディア（放送・新聞）各社との広告代理店業務を締結。
- 2012年より旅行業務を開始。

## 主な業務
- 映像制作（テレビ長崎制作番組のほか、長崎県、および各市町村（地方自治体）や県内各企業・団体広報ビデオ制作など。）
- イベント企画
- ビルメンテナンス
- フラワーギフト（フジテレビフラワーセンター契約）
- 旅行代理店
- 人材派遣（テレビ長崎のアナウンサーのうち、『ヨジマル!』班（制作部）所属アナウンサーの多くは当社からの派遣である。また放送局だけでなく、県内各企業への派遣業務を行う）
- 携帯電話販売代理店（auショップ浜町。2014年12月に近接地のauショップ浜町中央橋に統合）

## 企業所在地
- 本社　長崎市金屋町1-7　テレビ長崎本館内
- 佐世保営業所　佐世保市松浦町2-21　九十九島ビル8F